# Cumberland, Wisconsin
Cumberland là một thành phố thuộc quận Barron, tiểu bang Wisconsin, Hoa Kỳ. Năm 2000, dân số của thành phố này là 2280 người.